# Leiocephalus eremitus
Leiocephalus eremitus är en utdöd ödleart som beskrevs 1868 av Edward Drinker Cope. Arten ingår i släktet rullsvansleguaner (Leiocephalus) och familjen Tropiduridae. IUCN kategoriserar arten globalt som utdöd. Inga underarter finns listade i Catalogue of Life.
Arten levde på Navassaön som tillhör Puerto Rico. Efter beskrivningen hittades inga fler levande exemplar.